# Odyssey (Yngwie-Malmsteen-Album)
Odyssey ist das vierte und bislang erfolgreichste und kommerziellste Album (Platz 40 der Billboard-Charts) des schwedischen Gitarristen Yngwie Malmsteen. Es wurde im März 1988 veröffentlicht. Bereits mit dem dritten Sänger in vier Alben, Joe Lynn Turner (von 1980 bis 1983 Rainbow, 1989–1992 Deep Purple), gelingt Malmsteen mit Heaven Tonight einer seiner radiokompatibelsten Songs überhaupt.
Die zwölf Lieder des Albums sind einerseits vom Progressive Rock und Heavy Metal der 1970er Jahre beeinflusst, andererseits klingt das Album nach 80er Jahre Melodic Hard Rock. Stilistisch klingt das Album durch den Ex-Rainbow-Sänger Joe Lynn Turner bedingt und durch Malmsteens starken Einfluss von Ritchie Blackmore nach den von 1981 bis 1986 (ebenfalls mit Joe Lynn Turner) veröffentlichten Rainbow-Alben und Russ Ballard, dessen Song Since You've Been Gone Malmsteen mit Alctrazz coverte. Bob Daisley war übrigens auch Bassist bei Rainbow.
Das Album enthält drei Instrumentalstücke:
- Bite the Bullet, welches ein kurzes Intro zu Riot In the Dungeons darstellt.
- Memories, das Outro des gesamten Albums. Diese kleine Akustik-Instrumental entstammt dem Intro des 1980er Demos "Black Magic Suite".[8]
- Krakatau, ein über sechs Minuten langes Lied, das viele Themen enthält, die von Malmsteen bei Konzerten in der "Triology Suite Op.5" verwendet werden.[9] Krakatau entstammt zum Teil auch dem Song des 1980er Demos "Black Magic Suite".[8]

Das Uptempo-Stück Rising Force enthält einen Soloteil, der bereits in dem Demo von 1980 auf dem Song "Merlin's Castle" enthalten ist. Die Rhythmusparts stammen zum Teil aus dem Song "Voodoo Nights", der sich auch auf diesem Demo befand. "Rising Force" ist der einzige Song des Albums, den er immer wieder auf Konzerten spielt. Auf dem Yngwie Malmsteen Tribute Album "A Guitar Odyssey: Tribute to Yngwie Malmsteen" von 2001 ist "Rising Force" der einzige Song, welcher von diesem Album gecovert wird. Die Band, welche den Tribut zollt, ist Evergrey aus Schweden.
Malmsteens Aussagen nach ist er mit der "Odyssey" am wenigsten zufrieden, da sie als einzige Scheibe nicht von ihm alleine produziert wurde.
Das Album "Odyssey" ist neben dem ersten Album "Rising Force" eines der beiden Solo-Alben von Yngwie Malmsteen, die immer wieder als Darstellung für seinen Stil genannt werden. Lediglich das Alcatrazz Album "No Parole from Rock 'n' Roll" findet ebenfalls noch Erwähnung.
Das Album Odyssey wurde von Joff Jones für Gitarre transkribiert. Das bedeutet, dass die Gesangslinie nur in Noten und Text und alle Gitarrenparts in Noten und Tabulatur vorliegen.

## Titelliste
1. Rising Force** – 4:25
2. Hold On** – 5:11
3. Heaven Tonight* – 4:06
4. Dreaming (Tell Me)* – 5:19
5. Bite the Bullet* – 1:36
6. Riot in the Dungeons* – 4:22
7. Deja Vu* – 4:17
8. Crystal Ball** – 4:55
9. Now Is the Time** – 4:34
10. Faster Than the Speed of Light* – 4:30
11. Krakatau* – 6:08
12. Memories* – 1:14